# Reis (calciatore)
Deivdy Reis Marques do Nascimento, meglio noto come Reis (Juiz de Fora, 4 luglio 1988), è un calciatore brasiliano, attaccante svincolato.

## Carriera
Ha giocato nella massima serie dei campionati brasiliano e thailandese.